# Dayron Robles
Dayron Robles Planes (Guantánamo, 19 november 1986) is een Cubaanse atleet, die is gespecialiseerd in het hordelopen. Hij is olympische kampioen 110 m horden en wereldindoorkampioen 60 m horden en was op het eerste onderdeel tevens een tijd lang wereldrecordhouder.

## Biografie

### Sportieve achtergrond
Robles komt uit een sportieve familie. Zijn moeder Regla Mercy speelde ooit volleybal en zijn vader Gualberto, die overigens in 1998 overleed, was musicus. Zijn oom Eulogio Robles was de meest succesvolle atleet in de familie. Hij maakte in de jaren zeventig deel uit van het Cubaanse nationale team. Hij was specialist op de 400 m horden, waarop hij een beste tijd van 51,76 s realiseerde.
Dayron Robles begon zelf op tienjarige leeftijd met atletiek. Zoals in Cuba te doen gebruikelijk was hij op alle onderdelen actief, al had hij een voorkeur voor hoogspringen. Zijn trainer onderkende echter zijn bijzondere aanleg voor de horden en wist hem zover te krijgen, dat hij zijn aandacht hierop richtte. Na het winnen van de Cubaanse jeugdspelen werd hij in 2002 toegelaten tot het nationale jeugdteam van Cuba. Met een zesde plaats op de wereldkampioenschappen voor B-junioren in het Canadese Sherbrooke maakte hij in 2003 zijn internationale debuut.

### Snelle opmars
Daarna ging het snel. Een jaar later werd Robles op de wereldkampioenschappen voor junioren in Grosseto op de 110 m horden in 13,77 al tweede achter de Amerikaanse winnaar Aries Merritt (13,56). In 2005 won hij op de Pan-Amerikaanse jeugdkampioenschappen zijn specialiteit in 13,46, om daarna op de Centraal-Amerikaanse en Caribische kampioenschappen achter zijn landgenoot Yoel Hernández weer tweede te worden. Op de wereldkampioenschappen van dat jaar in Helsinki strandde hij echter in de halve finales.
In Moskou, op de wereldindoorkampioenschappen van 2006, veroverde Robles op de 60 m horden vervolgens opnieuw een tweede plaats in de persoonlijke indoorrecordtijd van 7,46, om een jaar later, op 28 juli 2007, de 110 m horden op de Pan-Amerikaanse Spelen te winnen in 13,25. En hoewel hij op de WK van 2007 in Osaka met een vierde plaats net achter de medailles viste, was hij alweer aanzienlijk verder gekomen dan twee jaar eerder in Helsinki. Later dat jaar won hij wel een gouden medaille bij de wereldatletiekfinale in Stuttgart.

### Kans vergooid
Op de WK indoor in het Spaanse Valencia werd begin maart 2008 veel verwacht van het duel op de 60 m horden tussen wereldkampioen Liu Xiang en Dayron Robles, die in de voorafgaande winter acht van de tien snelste wereldtijden op zijn naam had geschreven en de wereldranglijst aanvoerde. De strijd was echter al direct na de series beslecht. Robles, die in dezelfde serie van start ging als Xiang, liet zich door de snelle start van de Chinees van de wijs brengen, dacht dat deze vals was, remde af en pakte de draad pas weer op toen hij besefte dat hij fout zat. De Cubaan vergooide hiermee al zijn kansen. Terwijl Xiang in 7,73 als comfortabele tweede finishte, eindigde Robles gedesillusioneerd als zevende en laatste in 8,53.

### Olympisch kampioen
Het buitenseizoen dat volgde stond geheel in het teken van Robles' wraak. Nadat hij eerder dat seizoen in Ostrava het wereldrecord van Xiang (12,88) reeds had verbeterd en gebracht op 12,87, was Dayron Robles in de finale van de 110 m horden tijdens de Olympische Spelen van 2008 in Peking ongenaakbaar. Hij bleef met 12,93 als enige van alle deelnemers onder de 13 seconden. Overigens was het ditmaal Lui Xiang die voortijdig moest afhaken. Een blessure hinderde hem zozeer, dat hij zich na de eerste (valse) start uit zijn serie terugtrok, de Chinese fans volslagen verbijsterd achterlatend.

### Wereldkampioen
In 2009 was het Robles' beurt om pech te hebben. Nadat hij in de loop van het seizoen met tijden van 13,04 in Ostrava en 13,06 in Monaco goed op schema had gelegen voor de WK in Berlijn, moest hij toen het erop aankwam in de Duitse hoofdstad in de halve finale met een spierblessure opgeven, nadat hij in zijn race eerst vier horden omver had gelopen.
Pas bij de WK indoor van 2010 in Doha meldde hij zich volledig fit weer als deelnemer aan van een groot internationaal evenement. Maar toen was hij ook weer als vanouds. Op de 60 m horden versloeg Robles voor het eerst sinds twee jaar in een rechtstreeks duel de eveneens herstelde Liu Xiang en Terrence Trammell. Zijn 7,34 was de derde snelste tijd ooit op dit nummer.

## Titels
- Olympisch kampioen 110 m horden - 2008
- Wereldindoorkampioen 60 m horden - 2010
- Pan-Amerikaans jeugdkampioen 110 m horden - 2005
- Cubaans kampioen 110 m horden - 2006

## Persoonlijke records
| Onderdeel            | Prestatie           | Datum            | Plaats     |
| -------------------- | ------------------- | ---------------- | ---------- |
| 50 m horden (indoor) | 6,39 s (NR)         | 21 februari 2008 | Stockholm  |
| 60 m horden (indoor) | 7,33 s (ex-AR; NR)  | 8 februari 2008  | Düsseldorf |
| 110 m horden         | 12,87 s (ex-WR; NR) | 12 juni 2008     | Ostrava    |

## Prestaties

### Kampioenschappen
| Jaar | Wedstrijd                                           | Plaats         | Resultaat | Extra                 |
| ---- | --------------------------------------------------- | -------------- | --------- | --------------------- |
| 2003 | WK voor B-junioren                                  | Sherbrooke     | 6e        | 110 m horden          |
| 2004 | WJK                                                 | Grosseto       | 2e        | 110 m horden          |
| 2005 | Centraal-Amerikaanse en Caribische kampioenschappen | Nassau         | 2e        | 110 m horden          |
| 2006 | WK indoor                                           | Moskou         | 2e        | 60 m horden, 7,46s PR |
| 2006 | Centraal-Amerikaanse en Caribische Spelen           | Cartagena      | 1e        | 110 m horden          |
| 2007 | Pan-Amerikaanse Spelen                              | Rio de Janeiro | 1e        | 110 m horden          |
| 2007 | WK                                                  | Osaka          | 4e        | 110 m horden          |
| 2007 | Wereldatletiekfinale                                | Stuttgart      | 1e        | 110 m horden          |
| 2008 | OS                                                  | Peking         | 1e        | 110 m horden          |
| 2010 | WK indoor                                           | Doha           | 1e        | 60 m horden           |
| 2011 | WK                                                  | Daegu          | DSQ       | 110 m horden          |

### Golden League-podiumplekken
| Jaar | Wedstrijd             | Plaats      | Resultaat | Extra        | Tijd    |
| ---- | --------------------- | ----------- | --------- | ------------ | ------- |
| 2006 | Meeting Gaz de France | Saint-Denis | 3e        | 110 m horden | 13,11 s |
| 2006 | Weltklasse Zürich     | Zürich      | 2e        | 110 m horden | 13,20 s |
| 2007 | Meeting Gaz de France | Saint-Denis | 1e        | 110 m horden | 13,13 s |
| 2007 | Golden Gala           | Rome        | 2e        | 110 m horden | 13,17 s |
| 2007 | Weltklasse Zürich     | Zürich      | 1e        | 110 m horden | 13,15 s |
| 2007 | Memorial Van Damme    | Brussel     | 1e        | 110 m horden | 13,21 s |
| 2008 | ISTAF                 | Berlijn     | 2e        | 110 m horden | 13,20 s |
| 2008 | Golden Gala           | Rome        | 1e        | 110 m horden | 13,08 s |
| 2008 | Meeting Gaz de France | Saint-Denis | 1e        | 110 m horden | 12,88 s |
| 2008 | Weltklasse Zürich     | Zürich      | 1e        | 110 m horden | 12,97 s |
| 2009 | Golden Gala           | Rome        | 1e        | 110 m horden | 13,17 s |

### Diamond League-podiumplekken
| Jaar | Wedstrijd               | Plaats      | Resultaat | Extra        | Tijd    |
| ---- | ----------------------- | ----------- | --------- | ------------ | ------- |
| 2010 | Golden Gala             | Rome        | 1e        | 110 m horden | 13,14 s |
| 2010 | Athletissima            | Lausanne    | 1e        | 110 m horden | 13,01 s |
| 2011 | Eindzege Diamond League | nvt         |           | 110 m horden | nvt     |
| 2011 | Athletissima            | Lausanne    | 1e        | 110 m horden | 13,12 s |
| 2011 | Meeting Areva           | Saint-Denis | 1e        | 110 m horden | 13,09 s |
| 2011 | Aviva London Grand Prix | Londen      | 1e        | 110 m horden | 13,04 s |
| 2011 | Weltklasse Zürich       | Zürich      | 1e        | 110 m horden | 13,01 s |

1896: Tom Curtis ·
1900: Alvin Kraenzlein ·
1904: Frederick Schule ·
1908: Forrest Smithson ·
1912: Fred Kelly ·
1920: Earl Thomson ·
1924: Daniel Kinsey ·
1928: Sydney Atkinson ·
1932: George Saling ·
1936: Forrest Towns ·
1948: William Porter ·
1952: Harrison Dillard ·
1956: Lee Calhoun ·
1960: Lee Calhoun ·
1964: Hayes Jones ·
1968: Willie Davenport ·
1972: Rod Milburn ·
1976: Guy Drut ·
1980: Thomas Munkelt ·
1984: Roger Kingdom ·
1988: Roger Kingdom ·
1992: Mark McKoy ·
1996: Allen Johnson ·
2000: Anier García ·
2004: Liu Xiang ·
2008: Dayron Robles ·
2012: Aries Merritt ·
2016: Omar McLeod ·
2020: Hansle Parchment ·
2024: Grant Holloway